# Eufemia mazowiecka (1344/1357–1418/1424)
Eufemia mazowiecka (ur. między 1344 a 1357, zm. między 21 czerwca 1418 a 9 grudnia 1424) – księżniczka mazowiecka, księżna opolska z dynastii Piastów.
Była córką księcia czerskiego, Siemowita III i Eufemii, córki księcia opawskiego Mikołaja II. Druga żona Władysława, księcia opolskiego. 
Sporna jest kwestia liczby córek, które pochodziły z małżeństwa Eufemii i Władysława Opolczyka. Na pewno ze związku tej pary pochodziły: Jadwiga, żona księcia kierniowskiego Wigunta Aleksandra Olgierdowicza, i zmarła młodo Eufemia. Być może córkami Opolczyka z tego związku była też Katarzyna, żona księcia żagańskiego Henryka VIII Wróbla i Elżbieta, narzeczona lub żona margrabiego morawskiego Jodoka, chociaż zdaniem części badaczy pochodziły z pierwszego małżeństwa księcia. Owdowiała w 1401.
Zmarła między 21 czerwca 1418 a 9 grudnia 1424.